# Festa del Cinema di Roma 2024
La 19ª edizione della Festa del Cinema di Roma si è tenuta dal 16 al 27 ottobre 2024.
La presentazione del programma è avvenuta il 20 settembre 2024 presso il Teatro Olimpico di Roma dalla direttrice artistica Paola Malanga, dal presidente della Fondazione Cinema per Roma Salvatore Nastasi e dalla direttrice generale Francesca Via.
L'immagine ufficiale della manifestazione è dedicata a Marcello Mastroianni, in occasione del centenario della nascita, ritratto sul set di 8½ di Federico Fellini.
Il giorno 15 ottobre, in preapertura, è stato presentato in prima italiana Megalopolis in presenza dell'autore Francis Ford Coppola.

La Festa del Cinema di Roma è stata aperta dall'attore Lino Guanciale, testimonial dell'UNHCR, nell'anniversario del rastrellamento del ghetto di Roma. Il film di apertura è stato Berlinguer - La grande ambizione di Andrea Segre. Il film di chiusura è stato Modì - Tre giorni sulle ali della follia di Johnny Depp.

## Selezione ufficiale

### Concorso Progressive Cinema - Visioni per il mondo di domani
- 100 litri di birra (100 litraa sahtia), regia  di Teemu Nikki (Finlandia, Italia)
- L'albero, regia di Sara Petraglia (Italia)
- L'Art d'être heureux, regia di Stefan Liberski (Belgio, Francia)
- Berlinguer - La grande ambizione, regia di Andrea Segre (Italia, Belgio, Bulgaria)
- Bring Them Down, regia di Christopher Andrews (Irlanda, Regno Unito, Belgio)
- Le Choix, regia di Gilles Bourdos (Francia)
- Es geht um Luis, regia di Lucia Chiarla (Germania)
- Greedy People, regia di Potsy Ponciroli (Stati Uniti)
- L'isola degli idealisti, regia di Elisabetta Sgarbi (Italia)
- Jazzy, regia di Morrisa Maltz (Stati Uniti)
- Kun bang shang tian tang, regia di Huo Xin (Cina)
- Leggere Lolita a Teheran (Reading Lolita in Tehran), regia di Eran Riklis (Italia, Israele)
- La nuit se traîne, regia di Michiel Blanchart (Belgio, Francia)
- Polvo serán, regia di Carlos Marqués-Marcet (Spagna, Italia, Svizzera)
- Querido trópico, regia di Ana Endara (Panama, Colombia)
- Spirit World, regia di Eric Khoo (Francia, Giappone, Singapore)
- Paradiso in vendita, regia di Luca Barbareschi (Italia, Francia)
- The Trainer, regia di Tony Kaye (Stati Uniti)

### Freestyle

#### Film
- Arsa, regia di Masbedo (Italia)
- Pierce (Cì xīn qiè gŭ'), regia di Nelicia Low (Singapore, Taiwan, Polonia)
- Ciao bambino, regia di Edgardo Pistone (Italia)
- Ghostlight, regia di Kelly O’Sullivan, Alex Thompson (Stati Uniti)
- Grand Theft Hamlet, regia di Pinny Grylls, Sam Crane (Regno Unito) – documentario
- Marko Polo, regia di Elisa Fuksas (Italia)
- McVeigh, regia di Mike Ott (Stati Uniti)
- Natale Fuori Orario, regia di Gianfranco Firriolo (Italia) – documentario
- Nottefonda, regia di Giuseppe Miale Di Mauro (Italia)
- On Falling, regia di Laura Carreira (Regno Unito, Portogallo)
- Sunlight, regia di Nina Conti (Regno Unito)
- Under a Blue Sun, regia di Daniel Mann (Francia, Israele) – documentario

#### Arts
- Aspettando Re Lear, regia di Alessandro Preziosi (Italia)
- Il complotto di Tirana, regia di Manfredi Lucibello (Italia)
- Duse, The Greatest, regia di Sonia Bergamasco (Italia)
- Franco Califano - Nun ve trattengo, regia di Francesca Romana Massaro, Francesco Antonio Mondini (Italia)
- Giulia mia cara! Giorgio, regia di Maria Mauti (Italia)
- I am Martin Parr, regia di Lee Shulman (Francia, Regno Unito)
- Italo Calvino nelle città, regia di Davide Ferrario (Italia)
- Leonardo da Vinci, regia di Ken Burns, Sarah Burns, David McMahon (Stati Uniti)
- Musicanti con la pianola, regia di Matteo Malatesta (Italia)
- Pellizza Pittore da Volpedo, regia di Francesco Fei (Italia)
- Pietre e mattoni, regia di Saeid Shahparnia (Iran, Italia)
- Il Re di Napoli - Storia e leggenda di Mario Merola, regia di Massimo Ferrari (Italia)
- Road Diary: Bruce Springsteen and the E Street Band, regia di Thom Zimny (Stati Uniti)
- Si dice di me, regia di Isabella Mari (Italia)

#### Serie
- L'amica geniale - Storia della bambina perduta, regia di Laura Bispuri, 2 episodi (Italia)
- Avetrana - Qui non è Hollywood, regia di Pippo Mezzapesa, 4 episodi (Italia)
- Bellas Artes, regia di Mariano Cohn, Martín Bustos, 6 episodi (Spagna, Argentina)
- Il conte di Montecristo, regia di Bille August, 2 episodi (Italia, Francia)
- La Máquina, regia di Gabriel Ripstein, 2 episodi (Messico)
- Miss Fallaci, regia di Luca Ribuoli, Giacomo Martelli, Alessandra Gonnella, 2 episodi (Italia)
- Vita da Carlo (terza stagione), regia di Carlo Verdone, Valerio Vestoso, 4 episodi (Italia)

### Gran Public
- La casa degli sguardi, regia di Luca Zingaretti (Italia)
- Conclave, regia di Edward Berger (Stati Uniti, Regno Unito)
- Eterno visionario, regia di Michele Placido (Italia, Belgio)
- Fino alla fine, regia di Gabriele Muccino (Italia)
- Hey Joe, regia di Claudio Giovannesi (Italia)
- Libre, regia di Mélanie Laurent (Francia)
- Longlegs, regia di Oz Perkins (Stati Uniti)
- Mani nude, regia di Mauro Mancini (Italia)
- La gazza ladra (La pie voleuse), regia di Robert Guédiguian (Francia)
- Sharp Corner, regia di Jason Buxton (Canada, Irlanda)

In coproduzione con Alice nella città:
- Blitz, regia di Steve McQueen (Stati Uniti)
- Il ragazzo dai pantaloni rosa, regia di Margherita Ferri (Italia)
- The Return, regia di Uberto Pasolini (Francia, Grecia, Italia, Regno Unito)
- Saturday Night, regia di Jason Reitman (Stati Uniti)
- Storia di una notte, regia di Paolo Costella (Italia)
- Supereroi, regia di Stefano Chiantini (Italia, Francia)
- Il treno dei bambini, regia di Cristina Comencini (Italia)
- U.S. Palmese, regia di Manetti Bros. (Italia)
- La Vallée des fous, regia di Xavier Beauvois (Francia)
- We Live in Time, regia di John Crowley (Regno Unito)
- The Dead Don't Hurt (I morti non feriscono), regia di Viggo Mortensen (Stati Uniti)
- Modì - Tre giorni sulle ali della follia (Modì - Three Days on the Wing of Madness), regia di Johnny Depp (Ungheria, Italia, Regno Unito)

### Proiezioni speciali
In coproduzione con Alice nella città:
- 100 di questi anni, regia di Michela Andreozzi, Massimiliano Bruno, Claudia Gerini, Edoardo Leo, Francesca Mazzoleni, Rocco Papaleo, Sydney Sibilia (Italia)
- Ago, regia di Giangiacomo De Stefano (Italia) – documentario
- Antidote, regia di James Jones (Regno Unito) – documentario
- La casa di tutti, regia di Manetti Bros. (Italia) – cortometraggio
- Cattivi maestri, regia di Roberto Orazi (Italia) – documentario
- Come se non ci fosse un domani, regia di Riccardo Cremona, Matteo Keffer (Italia) – documentario
- Le cose in frantumi luccicano, regia di Marta Basso, Sara Cecconi, Carlotta Cosmai, Alice Malingri, Lilian Sassanelli (Italia) – documentario
- Damyoreul ibeun saram (Blanket Wearer), regia di Park Jeong-mi (Corea del Sud) – documentario
- Dike - Vita da magistrato, regia di Caterina Crescini (Italia) – documentario
- Eroici! 100 anni di passione e racconti di sport, regia di Giuseppe Marco Albano (Italia) – documentario
- Estado de silencio, regia di Santiago Maza (Messico) – documentario
- Ferrari: Fury and the Monster, regia di Steve Hoover (Stati Uniti) – documentario
- L'isola della cura, regia di Alex Grazioli (Italia) – documentario
- Liliana, regia di Ruggero Gabbai (Italia) – documentario
- Lirica Ucraina, regia di Francesca Mannocchi (Italia) – documentario
- Lumiére, le cinéma!, regia di Thierry Frémaux (Francia)
- Maesto - Il calcio a colori di Maestrelli, regia di Francesco Cordio, Alberto Manni (Italia) – documentario
- Mike, regia di Giuseppe Bonito – miniserie TV, 2 episodi (Italia)
- Nel tempo di Cesare, regia di Angelo Loy (Italia) – documentario
- I nipoti dei fiori, regia di Aureliano Amadei (Italia) – documentario
- The Opera! - Arie per un'eclissi, regia di Davide Livermore, Paolo Gep Cucco (Italia)
- Persone, regia di Carlo Augusto Bachschmidt (Italia) – documentario
- Piena di grazia, regia di Andree Lucini (Italia) – documentario
- Pompei in piano sequenza, regia di Gabriele Cipollitti (Italia) – documentario
- Sabbath Queen, regia di Sandi Simcha DuBowski (Stati Uniti) – documentario
- San Damiano, regia di Gregorio Sassoli, Alejandro Cifuentes (Italia) – documentario
- Stop Making Sense - 40th anniversary, regia di Jonathan Demme (Stati Uniti) – documentario
- Sugarcane, regia di Julian Brave NoiseCat, Emily Kassie (Canada, Stati Uniti) – documentario
- Ultimo biglietto per l’arca di Noè, regia di Viviana Di Russo, Riccardo Di Russo (Italia) – documentario
- La valanga azzurra, regia di Giovanni Veronesi (Italia) – documentario

### Best of 2024
- Anora, regia di Sean Baker (Stati Uniti)
- Architecton, regia di Viktor Kosakovskij (Germania) – documentario
- Emilia Pérez, regia di Jacques Audiard (Francia)
- Ernest Cole: Lost and Found, regia di Raoul Peck (Francia, Stati Uniti) – documentario
- Le donne al balcone - The Balconettes (Les Femmes au balcon), regia di Noémie Merlant
- Megalopolis, regia di Francis Ford Coppola (Stati Uniti) – Film di preapertura
- Nasty, regia di Tudor Giurgiu, Cristian Pascariu e Tudor D. Popescu (Romania) – documentario
- On Becoming a Guinea Fowl, regia di Rungano Nyoni (Zambia, Regno Unito, Irlanda)
- L'orchestra stonata (En fanfare), regia di Emmanuel Courcol (Francia)
- Piccole cose come queste (Small Things Like These), regia di Tim Mielants (Irlanda, Belgio)
- Il seme del fico sacro (Dāne-ye anjīr-e ma'ābed), regia di Mohammad Rasoulof (Iran, Germania, Francia)
- The Substance, regia di Coralie Fargeat (Regno Unito, Stati Uniti, Francia)

### Storia del cinema

#### Documentari
- Bogart: Life Comes in Flashes, regia di Kathryn Ferguson (Stati Uniti)
- C'era una volta Napoli, regia di Ciro Ippolito, Marco Giusti (Italia)
- Dans la tête de Godard et de Beauregard, regia di Hind R. Boukli (Francia)
- Delon/Melville, la solitude de deux samouraïs, regia di Laurent Galinon (Francia)
- Homosexualité au cinéma, les chemins de la victoire, regia di Sonia Medina (Francia)
- John Cassavetes par Thierry Jousse, regia di Camille Clavel (Francia)
- Mario Verdone: il critico viaggiatore, regia di Luca Verdone (Italia)
- Le Scénario de ma vie, François Truffaut, regia di David Teboul (Francia)
- Titanus 1904, regia di Giuseppe Rossi (Italia)
- Valerio Zurlini, peintre des sentiments, regia di Sandra Marti (Francia)

### Omaggi ed eventi speciali

#### Marcello Mastroianni 100
- Marcello!. Antologia di apparizioni televisive a cura di Paolo Luciani (Italia, 2024)
- Ciao Marcello. Mastroianni l'antidivo, regia di Fabrizio Corallo (Italia, 2024) – documentario
- Fantasmi a Roma, regia di Antonio Pietrangeli (Italia, 1961)
- L'hotel degli amori smarriti (Chambre 212), regia di Christophe Honoré (Francia, 2019)
- Il generale dell'armata morta, regia di Luciano Tovoli (Italia, 1983)
- Le mani sporche, regia di Elio Petri – miniserie TV, 3 puntate (Italia, 1978)
- Mastroianni. Un Casanova dei nostri tempi, regia di Antonello Branca (Italia, 1965) – documentario
- Stanno tutti bene, regia di Giuseppe Tornatore (Italia, Francia, 1990)

#### Gian Maria Volonté, trent’anni dalla morte
- La morte di Mario Ricci (La Mort de Mario Ricci), regia di Claude Goretta (Svizzera, Francia, Germania Ovest, 1983)

#### Anica 80
- Ricomincio da tre, regia di Massimo Troisi (Italia, 1981)

#### Restauri
- L'armata degli eroi (L'Armée des ombres), regia di Jean-Pierre Melville (Francia, Italia, 1969)
- D'Est, regia di Chantal Akerman (Belgio, Francia, 1993) – documentario
- Il giudizio universale, regia di Vittorio De Sica (Italia, 1961)
- Mimì metallurgico ferito nell'onore, regia di Lina Wertmüller (Italia, 1972)
- Il pianto delle zitelle, regia di Giacomo Pozzi Bellini (Italia, 1939) – documentario
- Senza sapere niente di lei, regia di Luigi Comencini (Italia, 1969)
- Finalmente domenica! (Vivement dimanche!), regia di François Truffaut (Francia, 1983)

#### Gli anniversari
- ...altrimenti ci arrabbiamo!, regia di Marcello Fondato (Italia, Spagna, 1974)
- Arrapaho, regia di Ciro Ippolito (Italia, 1984)
- Lamerica, regia di Gianni Amelio (Italia, Francia, Svizzera, 1994)
- Pulp Fiction, regia di Quentin Tarantino (Stati Uniti, 1994)
- Sabrina, regia di Billy Wilder (Stati Uniti, 1954)
- Sei donne per l'assassino, regia di Mario Bava (Italia, Francia, Germania Ovest, 1964)
- Sugarland Express (The Sugarland Express), regia di Steven Spielberg (Stati Uniti, 1974)

#### Sony Columbia 100
- Gilda, regia di Charles Vidor (Stati Uniti, 1946)

#### Omaggio ad Alain Delon
- Borsalino, regia di Jacques Deray (Francia, Italia, 1970)

#### Gocce di cinema
- Da qui all'eternità (From Here to Eternity), regia di Fred Zinnemann (Stati Uniti, 1953)
- Lo squalo (Jaws), regia di Steven Spielberg (Stati Uniti, 1975)
- Prigionieri dell'oceano (Lifeboat), regia di Alfred Hitchcock (Stati Uniti, 1944)
- Lampi sull'acqua - Nick's Movie (Lightning Over Water), regia di Wim Wenders, Nicholas Ray (Germania Ovest, Francia, 1980)
- Nostalghia, regia di Andrej Tarkovskij (Italia, Unione Sovietiva, 1983)
- La forma dell'acqua - The Shape of Water (The Shape of Water), regia di Guillermo del Toro (Stati Uniti, 2017)
- Watermark, regia di Jennifer Baichwal ed Edward Burtynsky (Canada, 2013) – documentario

#### Johnny Depp - Premio alla carriera
- Il coraggioso (The Brave), regia di Johnny Depp (Stati Uniti, 1997)

#### Viggo Mortensen - Premio alla carriera
- Falling - Storia di un padre (Falling), regia di Viggo Mortensen (Canada, Regno Unito, 2020)

### Giurie
Il 10 ottobre 2024 sono state comunicate le Giurie.

#### Premio Concorso Progressive Cinema
- Pablo Trapero, regista, sceneggiatore e produttore (Argentina) - presidente
- Francesca Calvelli, montatrice (Italia)
- Laetitia Casta, attrice (Francia)
- Gail Egan, produttrice (Regno Unito)
- Dennis Lehane, sceneggiatore (Stati Uniti)

#### Premio miglior opera prima
- Francesca Comencini, regista e sceneggiatrice (Italia)
- Kaili Peng, produttrice, compositrice e scrittrice (Taiwan)
- Antoine Reinartz, attore (Francia)

### Premi
La cerimonia di chiusura si è tenuta sabato 26 ottobre presso la Sala Petrassi dell'Auditorium.
Madrina della cerimonia è stata, per il terzo anno, l'attrice Geppi Cucciari.

#### Premio Concorso Progressive Cinema
- Miglior film: Bound in Heaven di Huo Xin
- Gran Premio della Giuria: La nuit se traîne di Michiel Blanchart
- Miglior regia: Morrisa Maltz per Jazzy
- Miglior sceneggiatura: Christopher Andrews per Bring Them Down
- Premio Monica Vitti alla miglior attrice: Ángela Molina per Polvo serán
- Premio Vittorio Gassman al miglior attore: Elio Germano per Berlinguer - La grande ambizione
- Premio speciale della Giuria: cast femminile di Leggere Lolita a Teheran

#### Premio Miglior Opera Prima
- Bound in Heaven di Huo Xin - ex aequo
- Ciao bambino di Edgardo Pistone - ex aequo
- Menzione speciale all'attore Liu Hsiu-Fu per Pierce

#### Premio del pubblico FS
- Leggere Lolita a Teheran di Eran Riklis

#### Premio Progressive alla carriera
- Johnny Depp[11]
- Viggo Mortensen[12]

## Alice nella città
La 22ª edizione di Alice nella città si svolgerà a Roma nelle stesse date e negli stessi spazi della Festa del Cinema, oltre che all'Auditorium Conciliazione.

### Concorso
- Bird, regia di Andrea Arnold (Regno Unito)
- Flow - Un mondo da salvare (Flow), regia di Gints Zilbalodis (Lettonia, Francia, Belgio) – animazione
- The Courageous, regia di Jasmin Gordon (Svizzera)
- Julie Keeps Quiet, regia di Leonardo Van Dijl (Belgio, Svezia)
- Ljósbrot (When the Light Breaks), regia di Rúnar Rúnarsson (Islanda)
- Under the Volcano, regia di Damian Kocur (Polonia)
- Lads, regia di Julien Menanteau (Francia, Belgio)
- Holy Cow, regia di Louise Courvoisier (Francia)
- Non dirmi che hai paura, regia di Yasemin Şamdereli, Deka Mohamed Osman (Italia, Germania, Belgio)
- A Real Pain, regia di Jesse Eisenberg (Stati Uniti, Polonia)
- Rita, regia di Paz Vega (Spagna)
- When We Were Sisters, regia di Lisa Brühlmann (Svizzera, Grecia)
- Milano, regia di Christina Vandekerckhove (Belgio)
- The Outrun, regia di Nora Fingscheidt (Irlanda)

### Fuori concorso
- Luce, regia di Silvia Luzi, Luca Bellino (Italia)
- Mi bestia, regia di Camila Beltrán (Colombia, Francia)
- Rabia, regia di Mareike Engelhardt (Francia, Germania)
- Janet Planet, regia di Annie Baker (Stati Uniti)
- Sur un fil, regia di Reda Kateb (Francia)
- War on Education - Scelte Classe, regia di Stefano Di Pietro (Paesi Bassi) – documentario

### Proiezioni speciali
- Megalopolis, regia di Francis Ford Coppola (Stati Uniti) – Preapertura
- Nickel Boys, regia di RaMell Ross (Stati Uniti) – film di apertura
- Blitz, regia di Steve McQueen (Stati Uniti)
- Il ragazzo dai pantaloni rosa, regia di Margherita Ferri (Italia)
- 100 di questi anni, regia di Michela Andreozzi, Massimiliano Bruno, Claudia Gerini, Edoardo Leo, Francesca Mazzoleni, Rocco Papaleo, Sydney Sibilia (Italia)
- In viaggio con mio figlio (Ezra), regia di Tony Goldwyn (Stati Uniti)
- Sauvages, regia di Claude Barras (Svizzera, Francia, Belgio) – animazione
- A Sudden Case of Christmas, regia di Peter Chelsom (Italia)
- A Look Through His Lens, regia di Matthew Berkowitz, Gregory Hoblit (Stati Uniti, Francia, Regno Unito, Irlanda)
- Ha toccato!, regia di Giusi Cataldo (Italia) – documentario
- Lukiskes, regia di Diletta Di Nicolantonio (Italia) – documentario

### Panorama Italia

#### Concorso
- No More Trouble - Cosa rimane di una tempesta, regia di Tommaso Romanelli (Italia) – documentario
- Il mio compleanno, regia di Christian Filippi (Italia)
- L'era d'oro, regia di Camilla Iannetti (Italia) – documentario
- L'origine del mondo, regia di Rossella Inglese (Italia)
- I racconti del mare, regia di Luca Severi (Italia)
- Il complottista, regia di Valerio Ferrara (Italia)
- La cosa migliore, regia di Federico Ferrone (Italia)

#### Fuori concorso
- Anime galleggianti, regia di Maria Giménez Cavallo (Italia)
- Still Here, regia di Suranga D. Katugampala (Italia, Francia, Sri Lanka)
- Balentes, regia di Giovanni Columbu (Italia, Germania) – animazione
- Squali, regia di Alberto Rizzi (Italia)

#### Proiezioni speciali
- Ogni pensiero vola, regia di Alice Ambrogi (Italia) – documentario
- Come quando eravamo piccoli, regia di Camilla Filippi (Italia) – documentario

### Serie
- Adorazione, regia di Stefano Mordini, 2 episodi (Italia)
- La legge di Lidia Poët (seconda stagione), di Letizia Lamartire, Matteo Rovere, Pippo Mezzapesa, 2 episodi (Italia)
- Never Too Late, di Lorenzo Vignolo, Salvatore de Chirico, 4 episodi (Italia)
- Nudes (seconda stagione), di Laura Luchetti, Marco Danieli, 3 episodi (Italia)
- The Bad Guy (seconda stagione), di Giuseppe G. Stasi, G. Fontana, 2 episodi (Italia)

### Onde corte

#### Concorso Internazionale
- Amarela, regia di André Hayato Saito (Brasile)
- Largohen Dallendyshet, regia di Deni Neli (Italia, Albania)
- We Want to Live Here, regia di Alexandrina Turcan (Ucraina)
- Su Twice, regia di Agnese Làposi (Svizzera)
- For You and Mom, regia di Antonio Ledesma Vila (Spagna)
- Dream Car Wash, regia di Edoardo Brighenti (Regno Unito)
- Let It All Go Wrong, regia di Dimitri Baronheid & Olivier Lambrechts (Belgio)
- Life's Red Light, regia di Joe Carney (Canada)
- Trees Painted in Tar, regia di Casper Rudolf (Danimarca, Francia)
- Wherever You Go, regia di Alexander Graninger (Svezia)
- Jungle Law, regia di Madli Lääne (Estonia)
- Bienvenido, regia di Martin Jalfen, Miguel Usandivaras (Argentina, Italia)

#### Panorama Italia - Concorso
- Majonezë, regia di Giulia Grandinetti (Italia)
- Kaliz, regia di Irene Z'graggen (Italia)
- Fellini, regia di Hleb Papou (Italia)
- Comunque bene, regia di Beatrice Baldacci (Italia)
- Deus Vult, regia di Tommaso Diaceri (Italia)
- Padre, regia di Michele Gallone (Italia)
- Marcello, regia di Maurizio Lombardi (Italia)
- The Confession, regia di Nicola Sorcinelli (Italia)
- In spirito, regia di Nicolò Folin (Italia)
- Al buio, regia di Stefano Malchiodi (Italia)

#### Panorama Italia - Fuori concorso
- Le altre vite, regia di Nicolò Folin (Italia)
- La buona condotta, regia di Francesco Gheghi (Italia)
- Il presente, regia di Francesca Romana Zanni (Italia)
- Blue Whale, regia di Lorenzo Corvino (Italia)
- Petrolia, regia di Giulia Mancassola (Italia)
- La Zima del Signor, regia di Alessandro Padovani (Italia)
- Piccolo Attila, regia di Gregorio Mattiocco (Italia)
- Cosa resta, regia di Francesca Scanu (Italia)
- L'attento, regia di Mario Ricci (Italia)
- L'idea, regia di Emanuele Martorelli (Italia)

#### Proiezioni speciali
- Cinque giorni, regia di Juan Diego Puerta Lopez (Italia)
- Farah, regia di Alissa Jung (Germania)
- Narciso, regia di Ciro D'Emilio (Italia)
- Pinocchio Reborn, regia di Matteo Cirillo (Italia)
- Nina, regia di Arianna Mattioli (Italia)
- Sharing Is Caring, regia di Vincenzo Mauro (Italia)
- Sorveglianze, regia di Guido Pontecorvo (Italia)

### Quei ragazzi
- Il giovedì, regia di Dino Risi (Italia, 1964) – restauro 2024
- Vito e gli altri, regia di Antonio Capuano (Italia, 1991) – restauro 2024
- Boy and Bicycle, regia di Ridley Scott (Regno Unito, 1965)

### Sintonie
- Of Dogs and Men, regia di Dani Rosenberg (Israele, Italia)
- Happyend, regia di Neo Sora (Giappone)
- After Party, regia di Vojtĕch Strakatý (Repubblica Ceca)
- F II - Lo stupore del mondo, regia di Alessandro Rak (Italia) – animazione
- Allégorie citadine, regia di Alice Rohrwacher e JR (Francia) – cortometraggio
- Le cinema de Jean-Pierre Léaud, regia di Cyril Leuthy (Francia) – documentario

### Giurie

#### Concorso
35 ragazzi provenienti da tutta Italia e di età compresa tra il 16 e i 19 anni

#### Panorama Italia - Premio Raffaella Fioretta
- Riccardo Milani, regista - presidente onorario
- Lucia Ocone, attrice
- Federica Luna Vincenti, attrice
- Luna Gualano, regista
- Annamaria Granatello, produttrice

#### Onde corte
- Matt Dillon, attore - presidente
- Carolina Crescentini, attrice
- Fabio Lovino, fotografo

#### Premio RB Casting
- Moira Mazzantini, agente cinematografica
- Chiara Natalucci, responsabile casting
- Carlo Cresto-Dina, produttore

### Premi
Sabato 26 ottobre sono stati annunciati i vincitori di Alice nella Città:

#### Concorso
- Miglior film: Bird di Andrea Arnold

#### Panorama Italia - Premio Raffaella Fioretta
- Miglior film: No More Trouble - Cosa rimane di una tempesta di Tommaso Romanelli
- Menzione speciale: Il mio compleanno di Christian Filippi

#### Premio Colorado-Rainbow miglior opera prima
- Rita di Paz Vega

#### Premio RB Casting
- Miglior giovane interprete italiano: Zackari Delmas per Il mio compleanno

#### Premi collaterali
- Menzione speciale UNITA under 35 - Miglior interprete del Panorama Italia: Zackari Delmas per Il mio compleanno
- Premio del pubblico Ciak d'oro nella sezione Onde corte: Al buio di Stefano Malchiodi
- Premio Notorius project miglior concept - categoria Series: Udon alla carbonara di Edoardo Bigazzi
- Premio Notorius project miglior concept - categoria Movie: Rainbow Gloves di Andrea Gravagnuolo e Gianluca Cravero
- Premio SIAE per il miglior progetto Unbox Italia: Sparare alle angurie di Antonio Donato

## Pubblicazioni
- Rome Film Fest, 19ª edizione - Guida ai film (PDF), Roma, Festa del Cinema di Roma, ottobre 2024.
- Alice nella Città, 22ª edizione - Programma (PDF), Roma, Alice nella Città, 2024.